# Luis de Herrera
Luis de Herrera y Basavilbaso (Montevideo, 25 de noviembre de 1806 - Montevideo, 12 de septiembre de 1869) fue un militar y político uruguayo.

## Biografía
Hijo de Luis de Herrera, contador de la Real Aduana, y Gervasia de Basavilbaso, ambos naturales de Buenos Aires, fue bautizado el mismo día de su nacimiento por el Presbítero Dámaso Antonio Larrañaga. Sus servicios militares comenzaron en 1825. Actuó en la batalla de Ituzaingó y en la campaña de las Misiones. Fue participante en los motines que promoviera Juan Antonio Lavalleja contra el gobierno de Fructuoso Rivera en 1832 y 1834, y durante la Guerra Grande residió en Europa.
Fue uno de los firmantes del manifiesto de la Unión Liberal el 4 de octubre de 1855. Luego, ocupó el cargo de Jefe Político y de Policía de Montevideo del 17 de marzo de 1856 al 19 de julio de 1859, siendo por tanto, hombre de confianza de la administración del presidente fusionista Gabriel Pereira. Uno de sus 3 hijos varones, con su mismo nombre, fue muerto (y su cadáver mutilado) en la batalla de Cagancha en 1858, siendo sus despojos arrojados por los insurrectos a la puerta de la casa familiar. Se ha interpretado que este acto de salvajismo, combinado con la cercanía que Herrera tenía al presidente Pereira, fueron causas de la cruenta represión de la revolución de 1857-1858 que abortara en la Masacre de Quinteros, en febrero de ese último año. Precisamente uno de los hermanos del joven asesinado e integrante del equipo de gobierno de Pereira, Juan José de Herrera, sería quien justificaría más enfáticamente las drásticas medidas represivas.
Fue senador suplente por el departamento de Soriano entre 1861 y 1863, e inmediatamente pasó a desempeñar la cartera de Guerra y Marina durante la administración de Bernardo Berro. Fue integrante del Tribunal Militar en septiembre de 1864. 
Estaba casado con María Inés Pérez Muñoz, hija de Pedro Gervasio Pérez, (hermano de Juan María Pérez, el ministro de Hacienda de Manuel Oribe en 1835 y uno de los constituyentes de 1828) y de María Josefa Muñoz, hermana de Francisco Joaquín Muñoz, también constituyente en la misma oportunidad, también Ministro de Oribe en los años 30 y del Gobierno de la Defensa.
Uno de sus hijos es Juan José de Herrera, ya mencionado; el otro, Alfredo de Herrera, educado en París, fue senador por San José, defensor del gobierno frente a los revolucionarios en Perseverano (1875), y fundador junto a Lucas Herrera y Obes de la fábrica de conservas cárnicas "La Trinidad".
El hijo de Juan José, Luis Alberto de Herrera, sería en el siglo XX una de las personalidades políticas de mayor importancia en el Uruguay, y líder del Partido Nacional por varias décadas.